# Love Story (chanson de Layo and Bushwacka!)
Pour les articles homonymes, voir Love Story.
Love Story est une chanson de Layo and Bushwacka! présente sur l'album Night Works sorti le 2 juillet 2002.
Elle a été n°4 dans le classement Hot Dance Club Songs du  magazine Billboard.